# Clamator glandarius
Clamator glandarius là một loài chim trong họ Cuculidae.